# IndyGo
De Indianapolis Public Transportation Corporation (uitvoerende naam: IndyGo) verzorgt het openbaar vervoer in de Amerikaanse stad Indianapolis.

## Geschiedenis
Nadat in 1953 alle trolleybussen die in Indianapolis reden waren verdwenen, werd het openbaar vervoer in de stad alleen nog door reguliere bussen verzorgd. In 1975 nam het stadsbestuur de verantwoording voor het busnetwerk over en werd de Indianapolis Public Transportation Corporation opgericht. Het busnetwerk had aanvankelijk de naam Metro Bus, maar vanaf 1996 kwam de naam IndyGo in zwang.

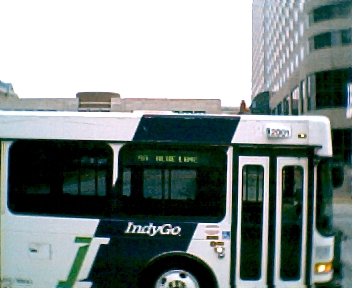
Bus van IndyGo (2006)

Sinds de jaren 70 kampt IndyGo met een dalend aantal passagiers. Pogingen om deze trend te doen keren, onder andere door de invoering van snelbuslijnen, mislukten grotendeels en werden rond 2000 weer afgeschaft. In 2007 werd wederom geëxperimenteerd met snelbuslijnen, onder meer naar het vliegveld van Indianapolis.
IndyGo vervoert jaarlijks ongeveer vijf miljoen passagiers op 31 buslijnen en kent een netwerk van 3385 bushaltes. Sommige buslijnen reiken tot in de voorsteden van onder meer Johnson County en Hamilton County. IndyGo heeft ruim 168 bussen in gebruik.

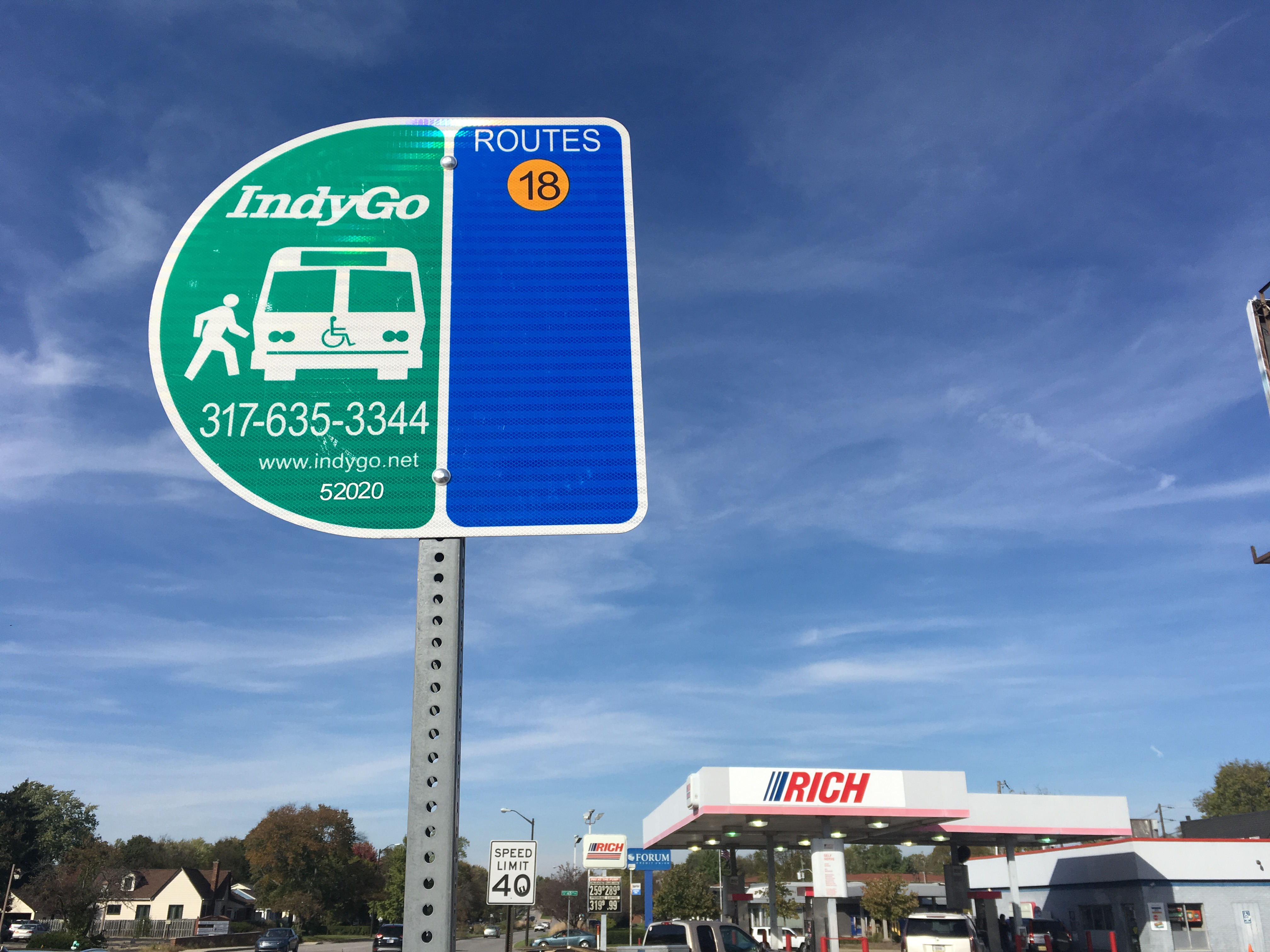
Haltepaal van IndyGo (2017)

IndyGo heeft geen trams of metro's. Wel heeft de maatschappij een netwerk van busbanen met bus rapid transit lines (BRT). Dit zijn gescheiden busstroken, waarbij de bussen voorrang krijgen op drukke kruispunten. Ook zijn de haltes voorzien van verhoogde perrons om makkelijker in en uit te stappen. Op deze lijnen rijden elektrische bussen met een grotere capaciteit dan normale. Anno 2023 is er één lijn (red), maar is de aanleg van een tweede lijn (purple) begonnen.

## Busstation

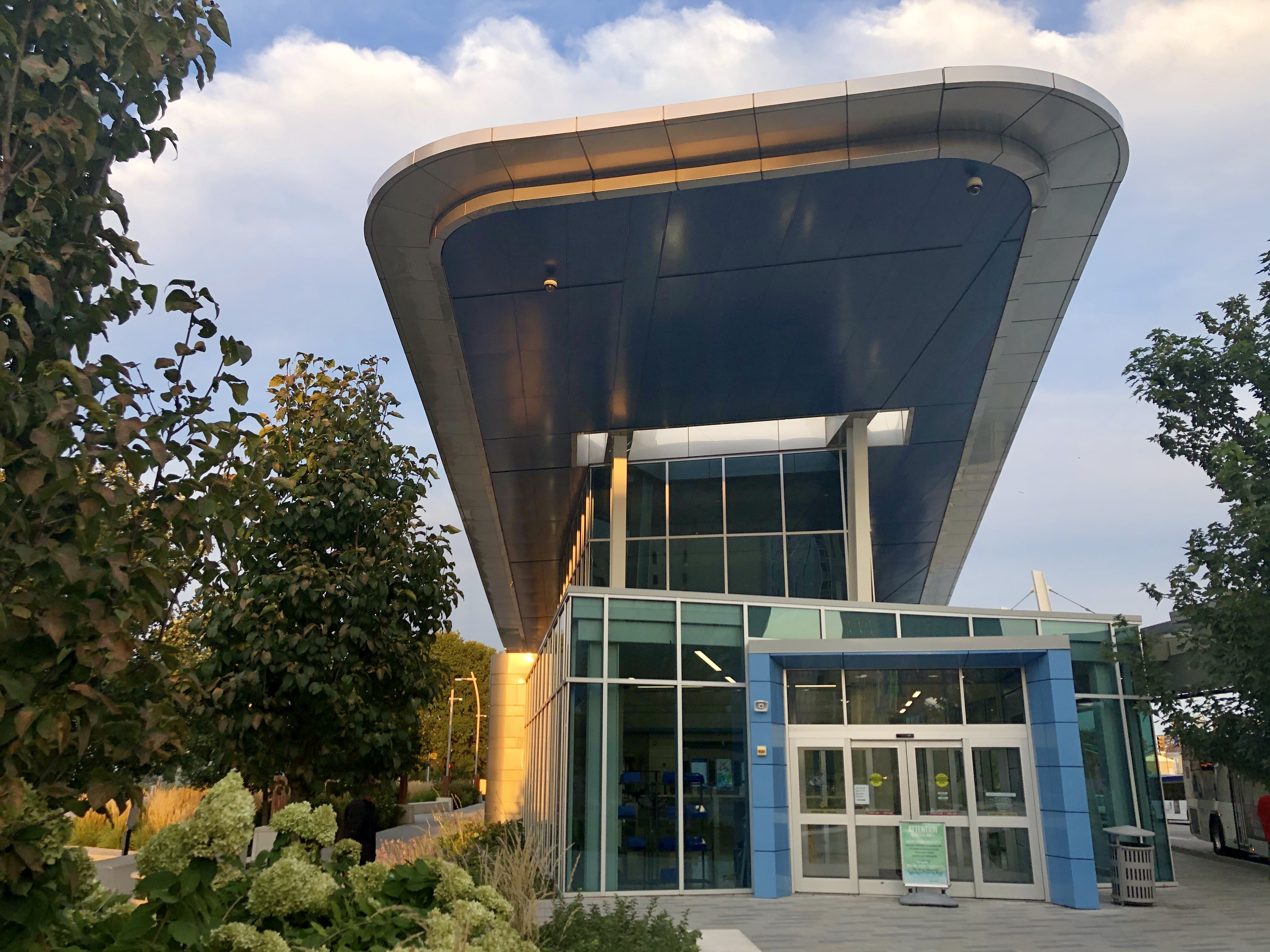
Julia M. Carson Transit Center (2020)

In het centrum van Indianapolis is sinds 26 juni 2016 het busstation Julia M. Carson Transit Center te vinden. Het busstation bestaat onder meer uit 19 haltehavens en meerdere kantoor- en wachtruimtes. 26 van de 31 lijnen bedienen het busstation.
Het Julia M. Carson Transit Center is vernoemd naar Julia Carson, een voormalig afgevaardigde namens Indianapolis. Zij hielp om een bedrag van 26,5 miljoen dollar voor het busstation beschikbaar te stellen.